# Мінерали оптично негативні
Мінерали оптично негативні (рос. минералы оптически отрицательные, англ. optically negative minerals, нім. optisch negative Minerale n pl) — мінерали, в яких з віссю обертання індикатриси збігається найменший показник заломлення (в оптичних одновісах) або він є гострою бісектрисою (в оптичних двовісах) мінералів.